# Hofsjökull
Es gibt zwei Gletscher des Namens Hofsjökull in Island. Der eine ist ein eigener großer Gletscherschild genau in der geographischen Mitte des Landes, der zweite ist ein ehemaliger Seitengletscher des Vatnajökull.

## Die Gletscherkappe Hofsjökull
Der drittgrößte Gletscher von Island liegt im Westen des Isländischen Hochlands.
925 km² beträgt seine Fläche, an der höchsten Stelle misst er 1765 m. Allerdings hat man auch bei ihm einen starken Rückzug bemerkt, ähnlich wie bei den anderen großen Gletschern Islands.

### Name
Sein Name stammt vom Besitz Hof í Vesturdal im Skagafjörður.
Im Süden Islands nannte man ihn allerdings Arnarfellsjökull nach dem im Südosten vorgelagerten Berg Arnarfell hið mikla.

### Gestalt
Er ist in etwa kreisrund geformt und von seinem höchsten Punkt fällt er ziemlich gleichmäßig in alle Richtungen ab. Eine Ausnahme bilden nur die Felsnadeln und -wände der Hásteinar im Süden des Gipfels, die aus saurem Gestein bestehen und ihre Umgebung um ca. 100 m überragen.

#### Gletscherzungen
Die bekanntesten Gletscherzungen der Eiskappe Hofsjökull sind im Uhrzeigersinn vom Arnarfell aus gesehen:
Múlajökull Richtung Südosten, Blautukvíslarjökull Richtung Süden, Blöndujökull Richtung Westen, Kvíslajökull Richtung West-Nordwest und Þjórsárjökull Richtung Osten.
Die tiefste vergletscherte Stelle befindet sich unter der Gletscherzunge Múlajökull auf 470 m und ist damit ca. 130 m tiefer als das umgebende Land.

#### Vorgelagerte Berge
Außer dem schon erwähnten Árnafell sind weitere Berge dem Gletscherschild vorgelagert: Álftabrekkur im Nordwesten, Miklafell und Klakkur im Osten, Hjartafell und Ólafsfell im Süden sowie Blágnípa im Westen.

### Gletscherflüsse
In der Gletscherkappe Hofsjökull haben einige große Gletscherflüsse ihren Ursprung: Blanda, Þjórsá, Jökulfall, Austari- und Vestari-Jökulsá.

### Vulkanismus unter der Gletscherkappe Hofsjökull
Der Gletscher liegt auf einer Ost-West ausgerichteten Vulkanzone, die die östliche Vulkan- und Riftzone in Island mit der westlichen (Reykjanes – Langjökull) verbindet.
Westlich unter dem Gletscher befindet sich eine Caldera, deren Vorhandensein bis 1983 nicht bekannt war. Sie ist 6–7 km breit, ihre Fläche beträgt 30–40 km² und sie erreicht immerhin eine Tiefe von bis zu 650 m und kann leicht auf Satellitenaufnahmen ausgemacht werden. Zeitweilig konnte man Serien von kleinen Erdbeben messen, die auf Magmabewegungen hinweisen. Allerdings weiß man noch nichts über die Entstehungszeit dieser Caldera oder die letzten Ausbrüche aus dem Vulkan.
Das dazugehörige Vulkansystem ist bis zu 90 km lang und misst 30–35 km in der Breite.
Im Südwesten liegt ein Schildvulkan.
Spuren einiger kleinerer Lavaausbrüche konnten an den Hängen des Gletschervulkans nachgewiesen werden. Sie sind jünger als 10.000, aber älter als 1.000 Jahre. Die Krater selbst liegen inzwischen unter dem Eisschild, die Lavafelder kommen darunter hervor.
Geologen rechnen das Vulkansystem der Kerlingarfjöll manchmal zu dem des Hofsjökull.

### Hochlandpisten
Der Gletscher ist von der Hochlandstraße Sprengisandsleið  aus zu sehen, die zwischen ihm und dem Vatnajökull hindurchführt. Die Hochlandstraße Kjalvegur  verläuft westlich zwischen ihm und dem Langjökull hindurch.

## Der kleine eigenständige Gletscher Hofsjökull im Südosten Islands
Im Südosten Islands, zwischen der östlichsten Gletscherzunge des Vatnajökulls (Axajökull) und dem Þrándarjökull, bei 64° 37′ 0″ N, 15° 3′ 0″ W, liegt ein kleinerer Gletscher (Fläche etwa 4 km²), der ebenfalls den Namen Hofsjökull trägt.

### Wissenschaftliche Beiträge
- Hofsjökull im Global Volcanism Program der Smithsonian Institution (englisch)
- Ari T. Guðmundsson: Jarðhiti í Hofsjökli. Náttúrufræðingurinn, 66.árg., 1996 (PDF-Datei, isländisch)

### Sport am Hofsjökull
- http://www.isafold.de/langhof97 Bericht über eine Trekkingtour mit Fotos
- Skifahren auf dem (größeren) Hofsjökull (englisch)